# Nemški afriški korpus
Nemški afriški korpus (nemško Deutsches Afrikakorps; kratica DAK) imenovan tudi samo Afriški korpus, je bila nemška ekspedicijska armada v severni Afriki med drugo svetovno vojno. Korpusu, ki je bil ustanovljen 12. februarja 1941, z namenom, da zaščiti italijansko Libijo, je poveljeval slavni general Erwin Rommel.  Ta je med vojno v severni Afriki z njim izbojeval številne zmage in si tako priboril vzdevek »puščavski lisjak«, korpusu pa svetovno slavo.  Afriški korpus je bil ukinjen 13. maja 1943, po porazu sil osi v severni Afriki.

## Sestava
Afriški korpus je bil ustanovljen po Hitlerjevem ukazu, 12. februarja 1941, poveljstvo nad njim pa je na Hitlerjevo željo prevzel Erwin Rommel. Korpus je bil ustanovljen kot vojaška pomoč Italijanom, ki so v tistem obdobju izgubljali vojno v severni Afriki in so bili tik pred tem da izgubijo svojo severnoafriško kolonijo Libijo. Sprva je bil korpus sestavljen samo iz 5. oklepnega regimenta v katerem so bile enote 3. oklepne divizije in številne  manjše enote za podporo. Ob prihodu v Afriko, med 10. in 12. marcem 1941, se je korpus preoblikoval v 5. lahko divizijo. Aprila in maja so se diviziji pridružile različne enote iz 15. oklepne divizije, ki je bila takrat nastanjena v Italiji. Avgusta se je 5. lahka divizija, poimenovana tudi divizija  AFRIKA, preimenovala v 21. oklepno divizijo, ustanovljen pa je bil tudi štab oklepne skupine Afrika, kateremu je poveljeval Rommel. Po ustanovitvi štaba je poveljstvo nad Afriškim korpusom prevzel Ludwig Crüwell. Štab je nadziral Afriški korpus in ostale nemške enote v Afriki plus še dva italijanska korpusa.
Po bitki pri El Alameinu ter zavezniški operaciji Bakla, so Nemci v Tuniziji ustanovili XC armadni korpus nato pa so iz ostankov nekdanjega Afriškega korpusa ponovno ustanovili 5. oklepno armado, poveljstvo nad njo pa so zaupali generalpolkovniku Hans-Jürgenu von Arnimu. Februarja 1943 je prišlo, do novih sprememb saj je bila 5. oklepni armadi dodana 1. italijanska armada.
Med boji v severni Afriki je bilo pod Rommlovim poveljstvom tudi 8. italijanskih divizij od skupno desetih.

## Zgodovina
- 12. februar 1941, ustanovitev
- marec 1941, prihod v Afriko
- marec-april 1941, bitka za Cirenajko
- april-november 1941, obleganje Tobruka
- november-december 1941, operacija Križar
- maj-junij 1942, bitka za Gazalo
- julij 1942, prva bitka za El Alamein
- avgust-september 1942, bitka za Alam el Halfo
- oktober-november 1942, druga bitka za El Alamein
- december 1942, bitka za El Agheilo
- februar 1943, bitka za Sidi Bou Zid
- februar 1943, bitka za prelaz Kasserine
- 13. maj 1943, kapitulacija